# Агафонов, Пётр Иванович
Пётр Иванович Агафонов (1915, Таловка, Царицынский уезд, Саратовская губерния, Российская империя — после 1969 года) — советский тракторист, Герой Социалистического Труда (1948).

## Биография
Родился в 1915 году в селе Таловка Царицынского уезда Саратовской губернии Российской империи (ныне — Таловского сельского поселения Камышинского района Волгоградской области Российской Федерации) в крестьянской семье. По национальности — русский.
В 1930 году начал работать в колхозе «Пчела». В 1933 году окончил курсы трактористов и стал работать механизатором в Таловской машинно-тракторной станции.
В 1936 году переехал в Узбекскую Советскую Социалистическую Республику Союза Советских Социалистических Республик (ныне — Республика Узбекистан) и проработал один год на 1-й Гузарской машинно-тракторной станции.
В 1937 году был призван в армию, в 1939 году был уволен в запас и поступил в Талгарскую школу механиков в городе Алма-Ата Казахской Советской Социалистической Республики (ныне — Республики Казахстан). Окончил её с началом Великой Отечественной войны.
Участвовал в Можайско-Малоярославецкой операции, битве за Москву и сражениях на Сталинградском фронте. На фронте был тяжело ранен.
После излечения вернулся в село Талгар Илийского района Алма-Атинской области (ныне — город Талгар Талгарского района Алма-Атинской области), где работал инспектором Госстраха СССР по Илийскому району.
В 1944 году поступил работать в Илийскую машинно-тракторную станцию комбайнером, а позже стал бригадиром тракторной бригады, работавшей в колхозе «Красный путиловец».
После расформирования Илийской машинно-тракторной станции продолжил работу бригадиром в колхозе «Красный путиловец».
Проживал в селе Талгар Илийского района (с декабря 1959 года — город Талгар; с мая 1969 года — Талгарского района).

## Награды
- Звание «Герой Социалистического Труда» с вручением медали «Серп и Молот» и ордена Ленина[1][2] (28 марта 1948 года[1][2]):

«…За получение высоких урожаев пшеницы, ржи, хлопка и сахарной свёклы Агафонову Петру Ивановичу, получившему в обслуживаемом колхозе урожай сахарной свёклы 413 центнеров с гектара на площади 60 гектаров, присвоено звание Героя Социалистического Труда с вручением ордена Ленина и золотой медали „Серп и Молот“…», —

Указ Президиума Верховного Совета Союза Советских Социалистических Республик от 28 марта 1948 года.